# Mycoplasmataceae
Mycoplasmataceae — родина бактерій порядку Mycoplasmatales. Ця родина складається з родів Mycoplasma та Ureaplasma. 
У 1967 році порядок Mycoplasmatales був занесений у клас Mollicutes. Багато видів передаються статевим шляхом і викликають запальні захворювання жіночих статевих органів.

## Роди

### Мікоплазма
Мікоплазми належать до роду бактерій, які не мають клітинної стінки та мають тришарову клітинну мембрану. Вони можуть бути паразитами або сапротрофами. Кілька видів передаються статевим шляхом і є патогенними для людини. Інші водяться в котах, собаках та свійських птахах.

### Уреаплазма
Уреаплазма є другим родом бактерій, що належить до родини Mycoplasmataceae. Як випливає з назви, уреаплазма є уреазо-позитивною.
Цей рід містить такі види:
- Ureaplasma canigenitalium
- Ureaplasma cati
- Ureaplasma diversum
- Ureaplasma felinum
- Ureaplasma gallorale
- Ureaplasma loridis
- Ureaplasma parvum
- Ureaplasma urealyticum

Ureaplasma parvum є коменсалом матки, членом мікробіому матки, в у здорових жінок репродуктивного віку.

## Зовнішні посилання
- Ureaplasma Infection: eMedicine Infectious Diseases [Архівовано 5 серпня 2017 у Wayback Machine.]